# Marta Cisneros
Marta Cisneros Velarde (Lima, 5 de agosto de 1957) es una escultora peruana reconocida por su obra plástica y su trabajo en la docencia. Forma parte de la reconocida generación de escultoras peruanas de los años ochenta, junto a Johanna Hamann, Sonia Prager, Susana Roselló y Margarita Checa. Ha sido acreedora de varios premios y ha escrito distintos artículos. Además, fue parte del Simposio a la escultura peruana del siglo XX- Homenaje a  Anna Maccagno. La artista plasma sus obras vinculándolos a la materia y el espacio, esto con la ansia de materializar un tiempo. Ella misma menciona:
"Mi propuesta escultórica pretende elaborar, darle forma al cuerpo como representación de una imagen que se construye, con la intención de reunir los fragmentos y en el proceso, aspiro acceder a la unidad." 

## Educación
Se formó en la Escuela de Artes Plásticas de la Pontificia Universidad Católica del Perú (1978-1980), en la especialidad de Escultura, bajo la enseñanza de la escultora italiana radicada en Lima Anna Maccagno.

## Docencia
De 1981 al 2002 se desarrolla profesionalmente como parte del Departamento Académico de la Facultad de Arte de la Pontificia Universidad Católica del Perú. A partir del 2003, y hasta la fecha, es profesora principal de la Especialidad de Escultura en la misma casa de estudios.

## Exposiciones

### Individuales
- 1985, Esculturas. Galería Forum. Lima, Perú.

- 2000, Esculturas. Galería Forum. Lima, Perú.[6]
- 2007, Galería Artco. Lima, Perú.[5][7]

### Colectivas
- 1977, Parque El Olivar, San Isidro. Lima, Perú.
- 1975-1980, Exposición Anual. Escuela de Artes Plásticas. Pontificia Universidad Católica del Perú. Lima, Perú.
- 1979-1980, Jóvenes Valores. Galería Forum. Lima, Perú.
- 1981, Propuestas II. Museo de Arte Italiano. Lima, Perú.
- 1981-1982, Concursos Municipales. Museo de Arte de Lima. Lima, Perú.
- CETUC. Galería Petro Perú. Lima, Perú.
- 1982, Arte Actual. Feria Internacional del Pacífico. Lima, Perú.
- 1984, Otro Sí Digo. Museo de Arte Italiano. Lima, Perú.
- 1985, Expresionismos en el Perú. Galería Trapecio. Lima, Perú.
- 1985, 25 Aniversario Hebraica. Hebraica. Lima, Perú.
- 1985, Homenaje a Anna Maccagno. Sala de exposiciones de la Municipalidad de Miraflores. Lima, Perú.
- 1986, Homenaje a Winternitz. Centro Cultural de la Municipalidad de Miraflores. Lima, Perú.
- 1986, Primer Concurso de Esculturas al Aire Libre. Municipalidad de Miraflores. Lima, Perú.
- 1987, Esculturas en Grabado. Galería de grabado "El Taller", San Isidro. Lima, Perú.
- 1987, 70 Años Pontificia Universidad Católica del Perú. Exposición de profesores de la Facultad de Arte. Centro Cultural de la Municipalidad de Miraflores. Lima, Perú.
- 1988, Exposición de máscaras de "Caretas". Museo de Arte de Lima. Lima, Perú.
- 1992, Arte de Nuestro Tiempo en San Francisco. Convento San Francisco. Lima, Perú.
- 1996, Esculturas en Blanco. Galería Trapecio. Lima, Perú.
- 1997, Estandartes. Festivales de Lima. Lima, Perú.

- 1997, 80 Años Pontificia Universidad Católica del Perú. Galería Pancho Fierro, Municipalidad de Lima. Lima, Perú.
- 1997, Esculturas en dibujo. Galería Cecilia Gonzáles. Lima, Perú.[6]
- 2002, Homenaje a Anna Maccagno. Museo de Arte Italiano, Lima.
- 2003, Mitomadera. Galería Artco.
- 2004, Género y soporte. Galería ICPNA.
- 2004, La generación del 80. Los años de la violencia. Galería ICPNA.
- 2006, Jardín de esculturas. (Futuro) Museo de arte Contemporáneo.
- 2006, Urbe y arte. Museo de la nación.
- 2009, Perfomance. Arte Local. Toulouse Lautrec
- 2012, Exposición Casa Idelee, Sala Raúl Porras Barrenechea Del C.C. Ricardo Palma

## Premios
- 1981, Mención honrosa en Escultura, Concursos Municipales.
- 1982, Segundo Premio en Escultura, Concursos Municipales.
- 1984, Primer Premio, Mural Edificio Datacont del Perú.
- 1992, Primer Premio, Premio Escultura "Expreso".[6]
- 2000, Primer Premio, "Luis Hochschild Plaut", IPAE-CADE. Lima, Perú.